# Anatolij Serdjukov

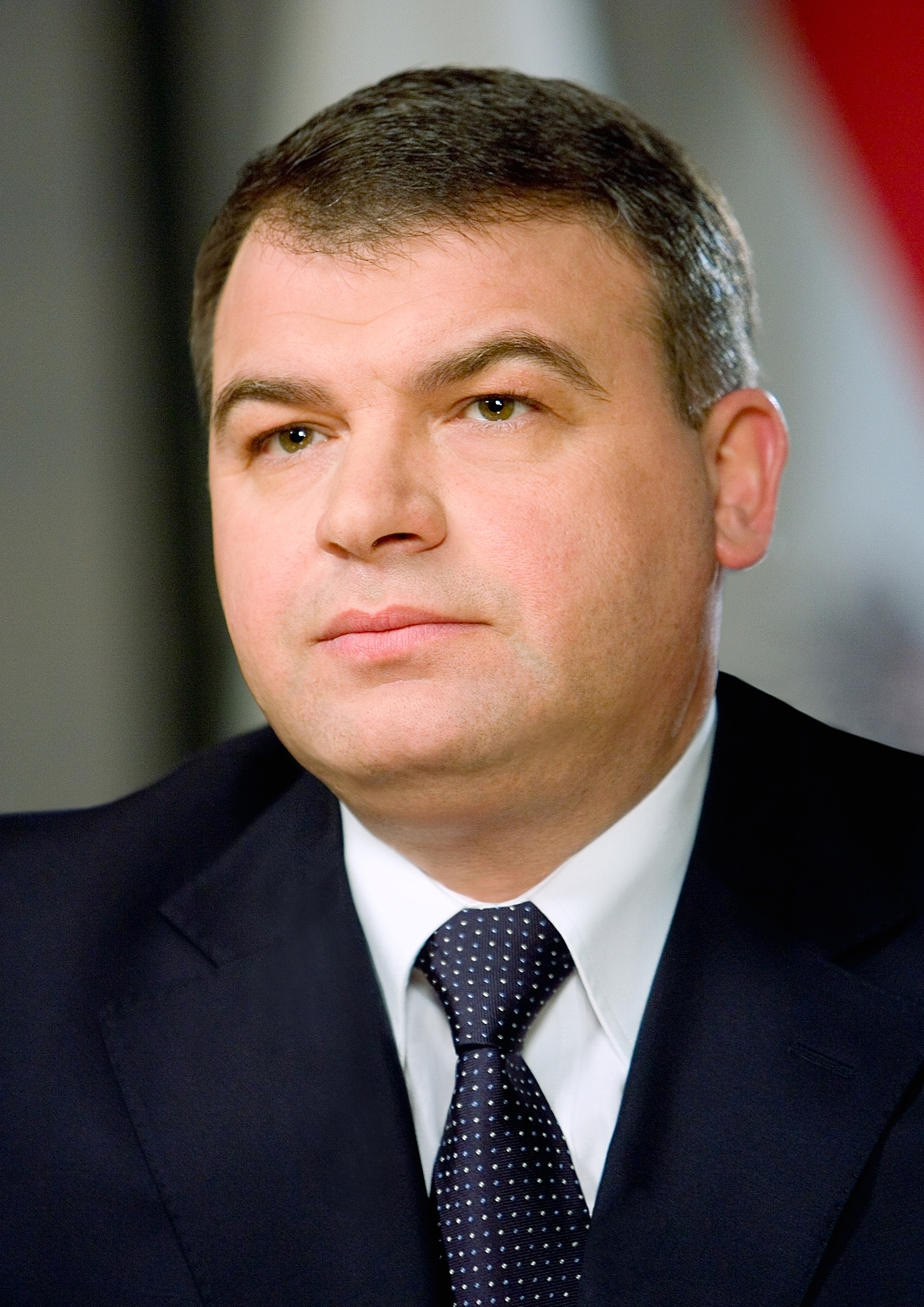
Anatolij Serdjukov (2007)

Anatolij Eduardovitj Serdjukov (ryska: Анатолий Эдуардович Сердюков), född 9 januari 1962 i Krasnodar kraj i Sovjetunionen, är en rysk politiker och tidigare affärsman i möbelhandel (han kallas många gånger "möbelman" i ryska media). Han var Rysslands försvarsminister från det han blev utnämnd av Vladimir Putin den 15 februari 2007 till den 6 november 2012, då han på grund av anklagelser om korruption avskedades av Putin och ersattes av Sergej Shoigu.
Han är svärson till den tidigare ryske premiärministern Viktor Zubkov.